# Шамурзаев, Шамиль Алиевич
Шамурза́ев Шами́ль Али́евич (9 января 1932 года, Гудермес, Чеченская автономная область, РСФСР, СССР — 24 сентября 2011 года, Чеченская республика, Россия) — чеченский советский и российский художник, Заслуженный деятель искусств Чечено-Ингушской АССР, Заслуженный художник Российской Федерации, член Союза художников СССР (1971).

## Биография
Родился 9 января 1932 года в городе Гудермесе Чеченской автономной области.
В годы депортации, в 1949—1958 годах жил в Караганде. В этот период сменил много видов деятельности, в том числе был членом геологической партии.
В 1963 году окончил Дагестанское художественное училище имени М. А. Джемала. В 1971 году стал членом Союза художников СССР. Он был первым чеченцем, удостоившимся членства в этой организации. Неоднократно участвовал в региональных, всероссийских, всесоюзных и международных выставках.
В 1977 году ему было присвоено звание Заслуженного деятеля искусств Чечено-Ингушетии, а в 2002 — Заслуженного художника Российской Федерации. Его полотна экспонировались на многочисленных выставках республиканского, всероссийского, всесоюзного и международного уровней. Работы Шамурзаева представлены в экспозициях Государственного русского музея в Санкт-Петербурге и целом ряде других музеев в стране и за её пределами.
В результате боевых действий погибло более 500 его картин.
Скончался 24 сентября 2011 года в Грозном.